# 师大人家

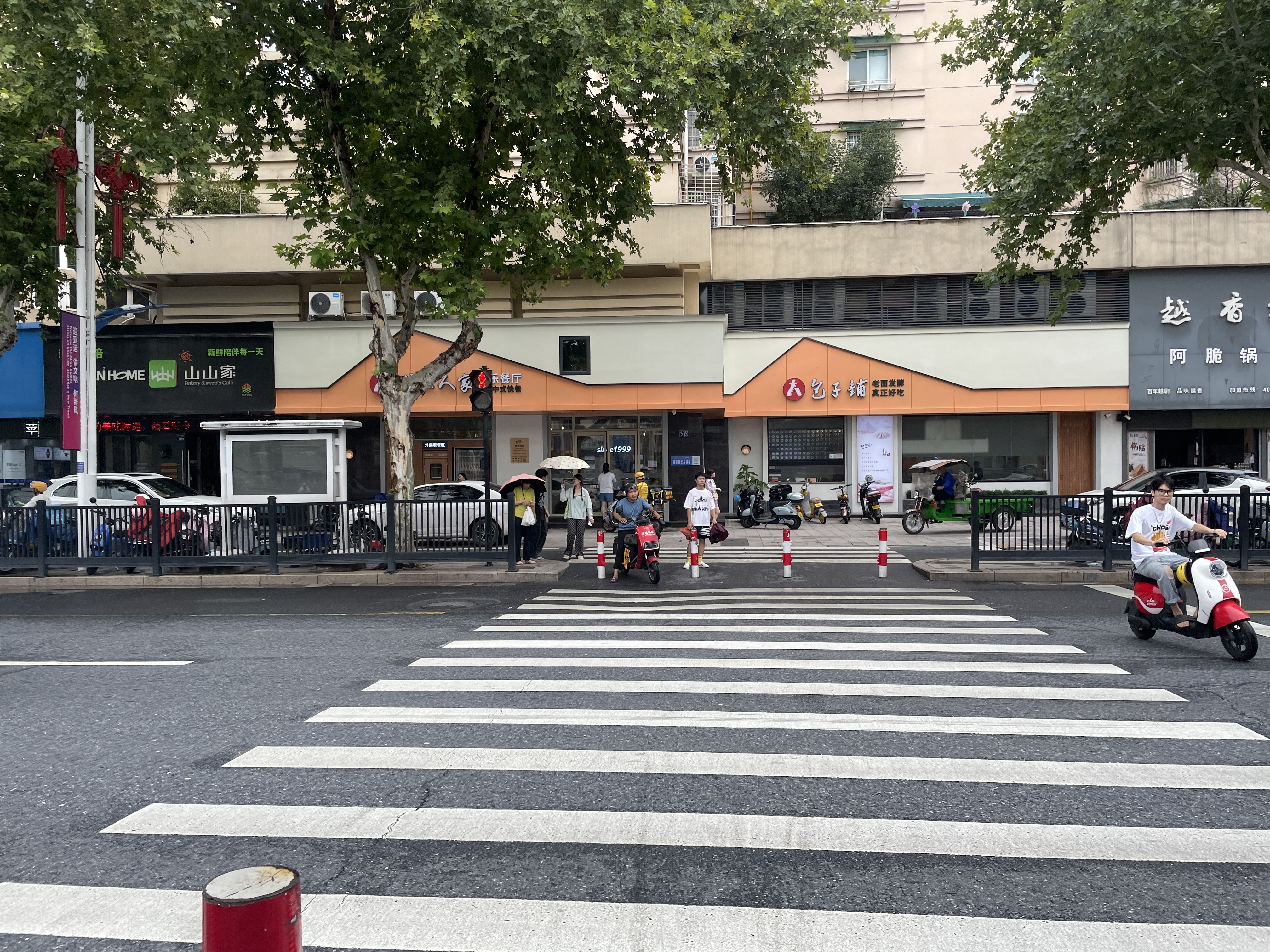
师大人家金华商城店

浙江师大人家控股集团有限公司是位于浙江省金華市主要从事餐饮业的民营企业，旗下设有连锁中式快餐品牌“师大人家”，并承包浙江多地大学、中学、政府机关及企事业食堂，同时兼营高端宿业品牌“燕方归”、企业管理咨询服务、商学院教育等。截止2023年，集团拥有30余家子公司，员工800余人。师大人家是“金华市著名商标”、“金华市商贸流通十强企业”、“最受市民喜爱的餐饮品牌”，被中国烹饪协会授予“中华老字号”和“中华餐饮名店”称号。

## 历史
方志刚、戴春燕为浙江师范大学地理系1995届同学，在校内期间恋爱并于1997年结婚。方毕业后先进入金华市城乡建设委员会的房地产总公司工作，后进入民营地产公司；戴则更换了数份工作。1990年代末恰逢中国高校后勤社会化改革，戴凭借着对浙师大餐饮系统的熟悉、萌生了做餐饮的念头，便于1999年6月借贷10多万元人民币在校园内开设了200多平方米的教工食堂，和当时浙师大内其他10余多家快餐店竞争。而方志刚则继续在民营地产公司上班的同时，兼职食堂的管理。
2001年，浙师大扩建校园。师大人家中标了杏园三楼的食堂，营业面积增加到3000多平方米。方志刚全职投入师大人家经营。2002年起，师大人家相继中标，成为金华广电中心食堂、金华市人民政府食堂的承包商，并在金华市内开设多家门店。
2004年师大人家在莲花井附近投资建设盛世莲花大酒店，但不久因经营不善而结业。
2009年师大人家建成中央厨房，是区域内唯一拥有中央厨房和生化检测实验室的大型企业。
2014年，师大人家成立商学院，戴春燕担任院长，定期组织员工培训。2017年，师大人家公司投资2000多万元人民币在金华古子城投资建设高端民宿“燕方归城市会客厅”。
2019年，公司实施“1513财富分配”计划：利润的10%分配给基层员工；50%给厨师长、餐厅经理；10%给城市合伙人；剩下的30%作为公司利润和管理费用。
2022年，浙江师大人家餐饮管理有限公司改组成为浙江师大人家控股集团有限公司。

## 社会活动
师大人家曾向浙江师范大学捐赠了50万元人民币作为奖学基金，向汤溪中学捐赠10万元人民币“奖教基金”，捐款5万余元人民币为光华里居民区修缮公路，出资为汤溪镇下新宅村修建洗涤池塘；此外每年还向金东区光南小学捐赠学习用品等。
方志刚为中国国民党革命委员会党员。2020年起担任新成立的民革金华市直属第六支部主委。师大人家总部建有金华民革数字党员之家，于2023年6月启用。2022年起方担任金华市政协委员并担任常务委员。
戴春燕曾先后荣获金华市“三八红旗手”，金华市妇联、金华市女企业家协会“创新创业先锋女企业家”，金华市妇联“最美家庭”等荣誉称号。2022年，戴春燕被金华市妇联聘为“巾帼共富导师”。此外，戴还是浙江省女企业家协会副会长。